# Stazione di Sale Langhe
La stazione di Sale Langhe è la stazione ferroviaria dell'omonimo comune cuneese. È posta sulla linea Torino-Savona.

## Strutture e impianti
La stazione dispone di un binario utilizzato per il servizio viaggiatori, mentre in passato disponeva di un secondo binario, poi disarmato, che serviva per gli incroci, essendo la linea a binario unico. Lo scalo merci, composto da tre binari tronchi, è inutilizzato, e nel 2012 è stata rimossa la linea aerea di alimentazione elettrica. La stazione era dotata di uno scalo con annesso magazzino, ormai completamente abbandonati.

## Movimento
La fermata è servita, in media, giornalmente da 15 treni regionali operati da Trenitalia nell'ambito del contratto di servizio stipulato con la Regione Piemonte.
I treni che fermano a Saliceto hanno destinazione:
- Savona
- San Giuseppe di Cairo
- Fossano.

## Servizi
In stazione non sono presenti servizi all'utenza, né biglietteria automatica né sala d'aspetto, sono presenti solo alcune panchine a disposizione dei viaggiatori. L'accesso fabbricato che conteneva i servizi igienici è stato murato.
La stazione offre i seguenti servizi:
- Annunci sonori per arrivi e partenze treni

La stazione è classificata da RFI nella categoria bronze.

## Interscambi
Appena fuori la stazione è presente la fermata per gli autobus che collegano Sale Langhe con gli altri Comuni della zona ed una decina di posti auto a disposizione dei viaggiatori e dei pendolari.
- Fermata autobus
- Parcheggio di scambio